# Championnats d'Afrique de gymnastique artistique
Les championnats d'Afrique de gymnastique artistique ont eu lieu pour la première fois en 1990 et sont organisés par l'Union africaine de gymnastique.

## Liste des championnats
| Année | Édition   | Lieu              |
| ----- | --------- | ----------------- |
| 1990  | I         | Alger             |
| 1992  | II        | Casablanca        |
| 1994  | III       | Johannesburg      |
| 1998  | IV        | Walvis Bay        |
| 2000  | V         | Tunis             |
| 2002  | VI        | Alger             |
| 2004  | VII       | Thiès             |
| 2006  | VIII      | Le Cap            |
| 2009  | IX        | Le Caire          |
| 2010  | X         | Walvis Bay        |
| 2012  | XI        | Tunis             |
| 2014  | XII       | Pretoria          |
| 2016  | XIII      | Alger             |
| 2018  | XIV       | Swakopmund        |
| 2020  | XV Annulé | Tshwane           |
| 2021  | XV        | Pretoria Le Caire |
| 2022  | XVI       | Le Caire          |
| 2023  | XVII      | Pretoria          |
| 2024  | XVIII     | Marrakech         |